# Рудольф Шультен
Рудольф Шультен (16 серпня 1923 – 27 квітня 1996) — професор Аахенського університету RWTH — був головним розробником конструкції реактора на гранульованому паливі, який спочатку був винайдений Фаррінгтоном Деніелсом. Концепція Шультена ущільнює гранули урану, покриті карбідом кремнію, у тверді графітові сфери, схожі на більярдну кулю, які використовуються як паливо для нового високотемпературного ядерного реактора з гелієвим охолодженням.

## Реактор AVR
Ідея прижилася, і згодом у дослідницькому центрі Юліха в Юліху, Західна Німеччина, був побудований експериментальний реактор із гальковим шаром (Arbeitsgemeinschaft Versuchsreaktor, або реактор AVR) потужністю 46 МВт (мегават теплової енергії). Він працював 21 рік, але був закритий після аварії в Чорнобилі.

## Проект HTR-MODUL
Деякі з останніх гранульованих палив, випробуваних в AVR, стосувалися паливного циклу з низькозбагаченим ураном (НЗУ), який планувалося використовувати в проекті HTR-MODUL Interatom / SIEMENS.

## Південноафриканський модульний реактор Pebble Bed
На основі AVR Південна Африка разом з міжнародними партнерами розробила  оновлена версія під назвою PBMR. Паливні елементи TRISO можуть використовувати як паливо торій або Уран-235 у формі НОУ. Проект був скасований у 2010 році через відсутність інвестицій, хоча технологія, по суті, була повністю розроблена.

## HTR-10 Китай, HTR-PM
Зараз ця технологія розробляється в основному в Китаї, який зараз використовує випробувальний реактор (HTR-10) потужністю 10 МВт цього типу. Станом на 2015 рік китайці будують комерційний реактор з гранульованим паливом: HTR-PM з двома реакторами по 100 МВт. Один досяг тривалої ланцюгової реакції (критичності) у вересні 2021 року.